# David Usher

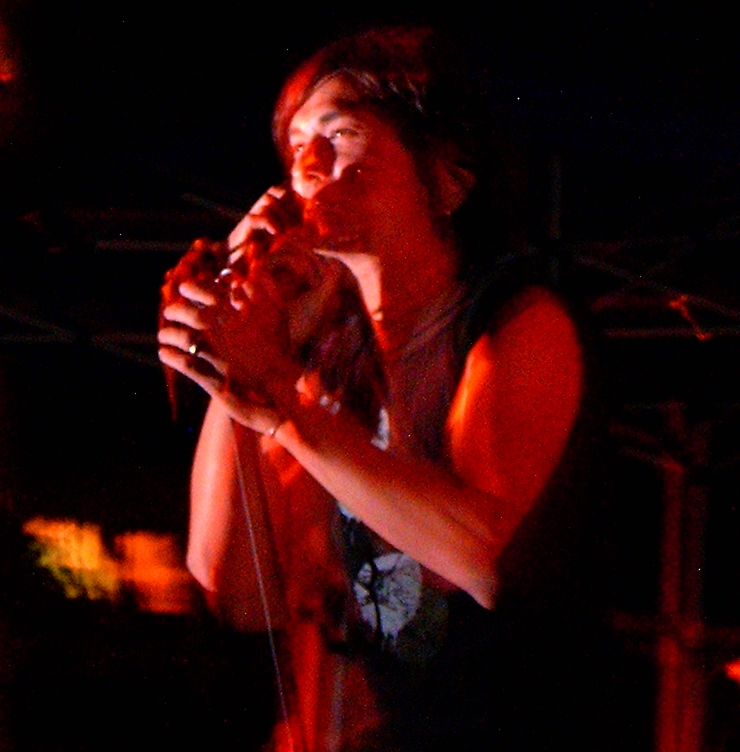
David Usher (2005)

David Usher (* 24. April 1966 in Oxford, England) ist ein kanadischer Rocksänger und Songschreiber.

## Leben und Karriere
Seit seiner frühen Kindheit zog er mit seiner Familie nach Malaysia, New York, Kalifornien und Thailand um, bevor sie sich in Kingston (Ontario), Kanada niederließ.
Während er eine Schule in Vancouver besuchte, trat Usher 1993 der Rock-Band Moist bei. Ihr 1994 erschienenes Debüt-Album Silver bekam Vierfach-Platin in Kanada. Als Front-Sänger der Band wurde er mit seiner Soul-artigen Stimme und seinem exotischen Aussehen in seinem Heimatland schnell berühmt.
Nach Erscheinen des Nachfolge-Albums Creature 1996, nahm er sich etwas Zeit, sein erstes Solo-Album Little Songs aufzunehmen, das 1998 erschien.
Eines seiner international bekanntesten und erfolgreichsten Lieder ist Black Black Heart vom Album Morning Orbit.

## Diskografie
mit Moist
- 1994: Silver (CA: ×4Vierfachplatin )[2]
- 1996: Creature (CA: ×3Dreifachplatin )
- 2000: Mercedes Five and Dime (CA: Platin)
- 2001: Machine Punch Through
- 2014: Glory Under Dangerous Skies

Solo
- 1998: Little Songs (CA: Gold)[3]
- 2001: Morning Orbit (CA: Platin)
- 2003: Hallucinations
- 2005: If God Had Curves
- 2007: Strange Birds
- 2008: Wake Up and Say Goodbye
- 2010: The Mile End Sessions
- 2012: Songs from the Last Day on Earth
- 2016: Let It Play